# Liste des hôtels particuliers de Sens

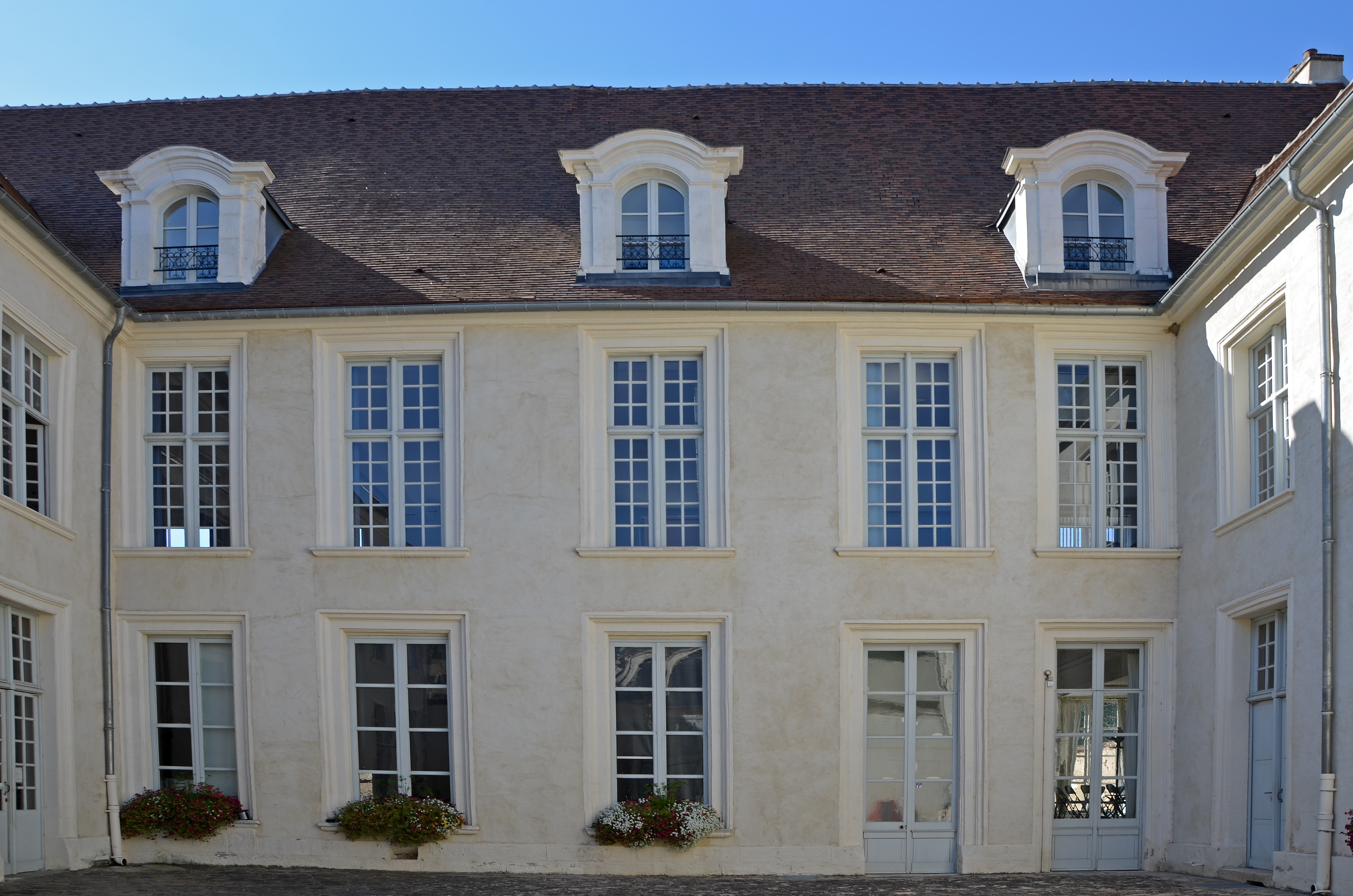
Façade de l'Ancien Hôtel de ville de Sens, rue Rigault

Il existe de nombreux hôtels particuliers dans le centre-ville historique de Sens, dans le département de l'Yonne.
En effet, la ville, siège d'archevêché, sous-préfecture du département, a une histoire riche et un important patrimoine architectural et culturel. Des nombreuses maisons, hôtels particuliers ou immeubles, sont classés ou inscrits sur la liste des Monuments historiques.

## Hôtel Vezou
Cet hôtel particulier, situé au 5 de la rue Rigault, a été l'ancien hôtel de ville de Sens au XIXe siècle jusqu'à la construction de l'actuel Hôtel de ville en 1904. Construit à l'époque moderne, entre le XVIe siècle et le XVIIIe siècle, il a été inscrit sur la Liste des monuments historiques en 1971. Il abrite aujourd'hui la conservation des Musées de Sens et un centre d'étude archéologique, le CEREP.

## Hôtel de Vaudricourt
Cet hôtel, situé 4 rue Abélard, a été construit entre le XVIe siècle et le XVIIIe siècle. Il a été inscrit partiellement sur la Liste des monuments historiques en 1947.

## Hôtel Le Fournier d'Yauville

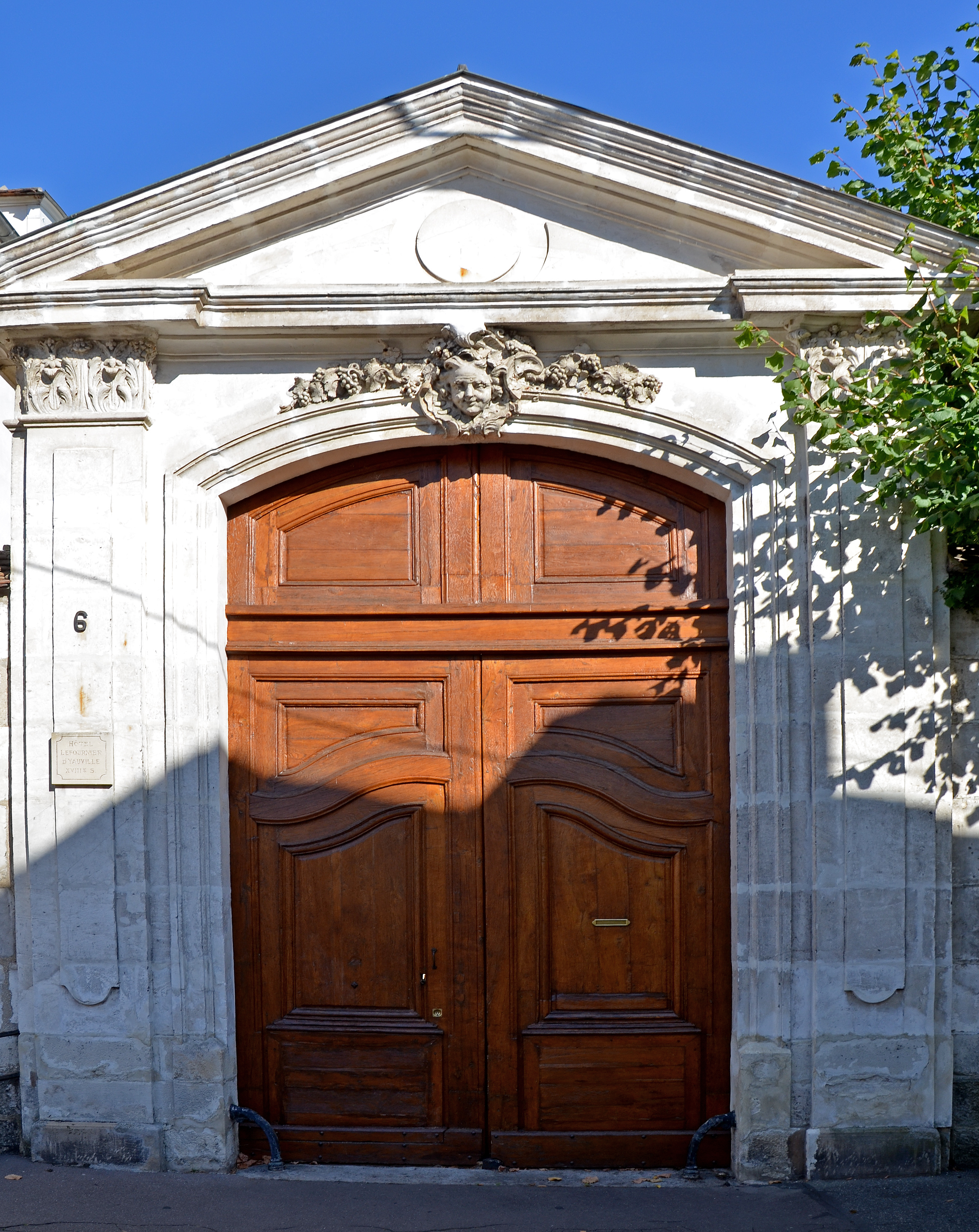
Portail de l'Hôtel Le Fournier d'Yauville à Sens

Cet hôtel du XVIIIe siècle est situé 8 rue Abélard à Sens mais occupe également les adresses des numéros 6 et 10. Il a abrité une institution religieuse et scolaire catholique, l'Institution Sainte-Paule. Racheté en 1999, il s'agit désormais d'une propriété privée. Les façades, le portail et les toitures ont été inscrites partiellement sur la Liste des Monuments historiques en 1972.

## Hôtel de Bourienne

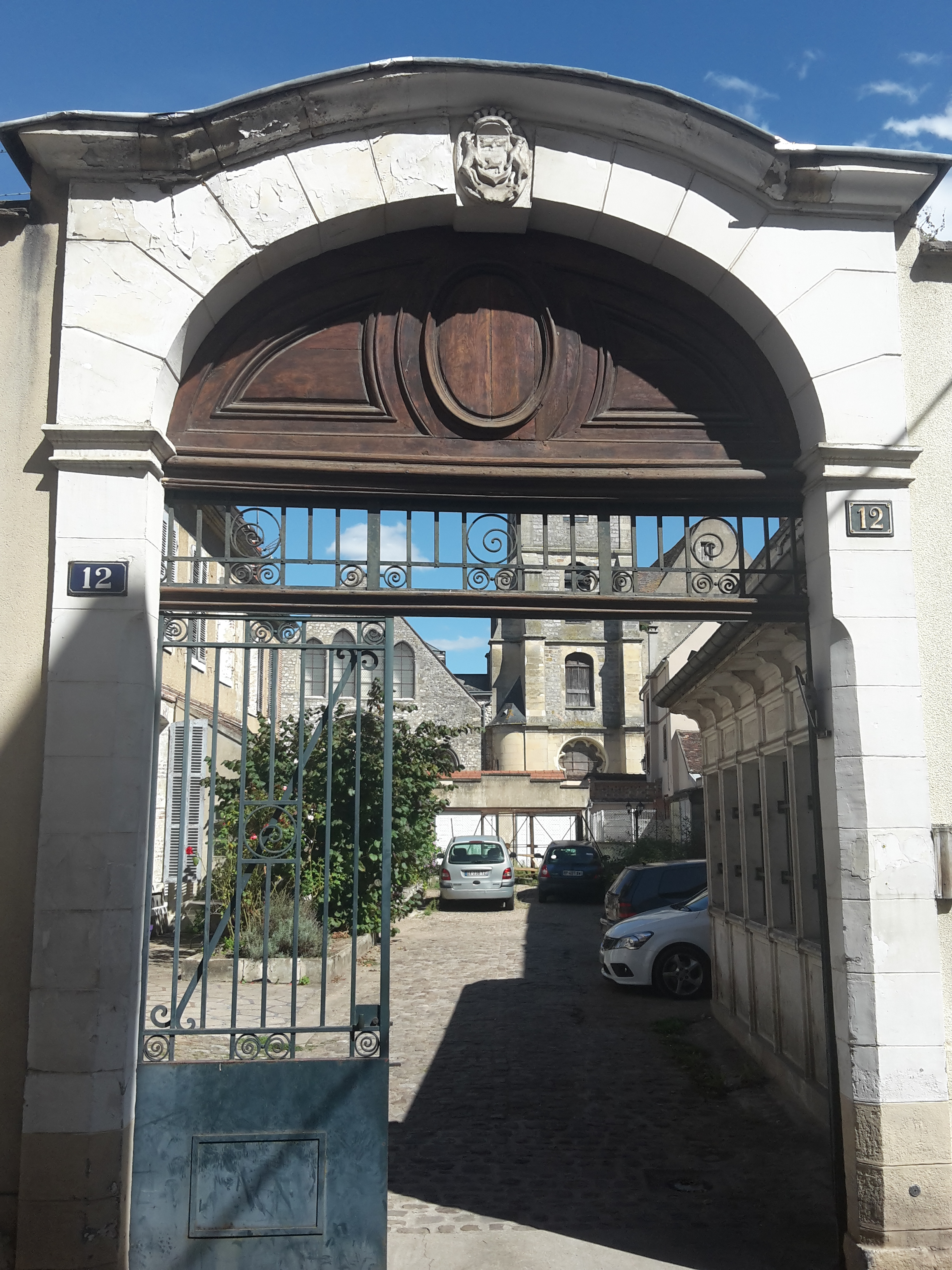
Portail de l'Hôtel de Bourienne avec le blason familial

Bien que n'étant pas classé ou inscrit comme monument historique, cet hôtel particulier, situé rue de l'Écrivain, a été la demeure de Marivaux dont l'épouse était sénonaise.
Il s'agit en effet de la maison des Fauvelet, comtes de Charbonnières de Bourienne, une famille du patriciat local qui avait hérité du fief de Bourienne, près de Marsangy, dans l'Yonne.
Louis Antoine Fauvelet de Bourrienne, diplomate, député, Ministre d'État et secrétaire particulier de l'Empereur Napoléon Ier, y est né et l'Empereur y a séjourné lorsqu'il était Premier Consul.
Le sculpteur David d'Angers y a également séjourné et l'Hôtel fut le siège de l'Archevêché de Sens au début du XXe siècle entre 1905 et 1929.
Il ne doit pas être confondu avec l'Hôtel Bourrienne, demeure achetée par Louis Antoine Fauvelet de Bourienne en 1798 dans le 10e arrondissement de Paris, rue d'Hauteville.

## Hôtel 9 rue Abélard
Cet hôtel particulier, situé 9 rue Abélard, a été construit au XVIIIe siècle. Il a été inscrit partiellement aux Monuments historiques en 1972.